# Gedeon Majunke

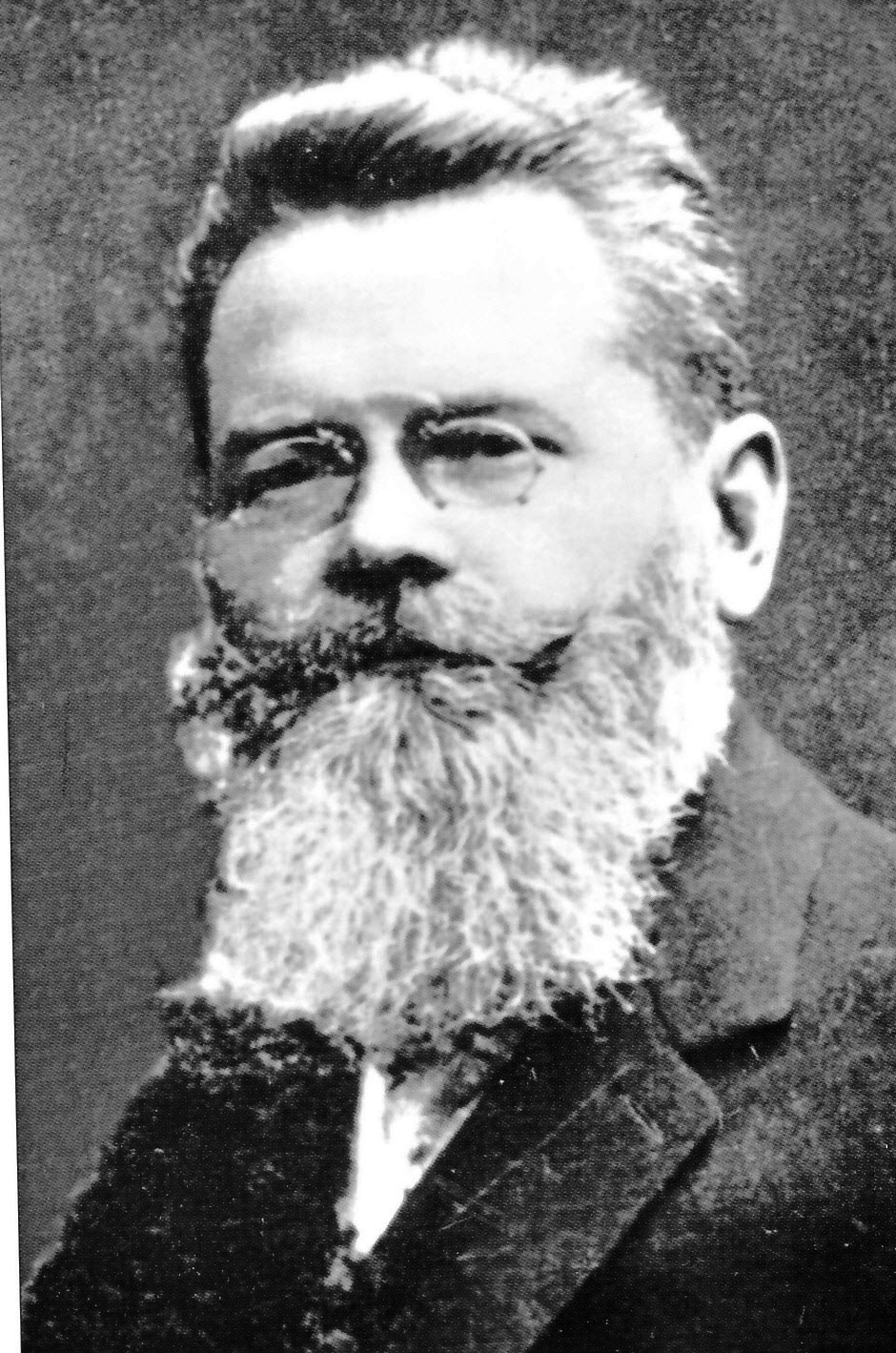
Gedeon Majunke

Gedeon Majunke (auch Gedeon Wilhelm Majunke; * 9. Mai 1854 in Georgenberg, Komitat Zips, Kaisertum Österreich, heute als Spišská Sobota Stadtteil von Poprad in der Slowakei; † 10. April 1921 ebenda) war ein Architekt, dessen Hauptwerk im späten 19. und im frühen 20. Jahrhundert in der historischen Landschaft Zips, damals im Königreich Ungarn, heute in der Slowakei gelegen, entstanden ist.

## Werdegang

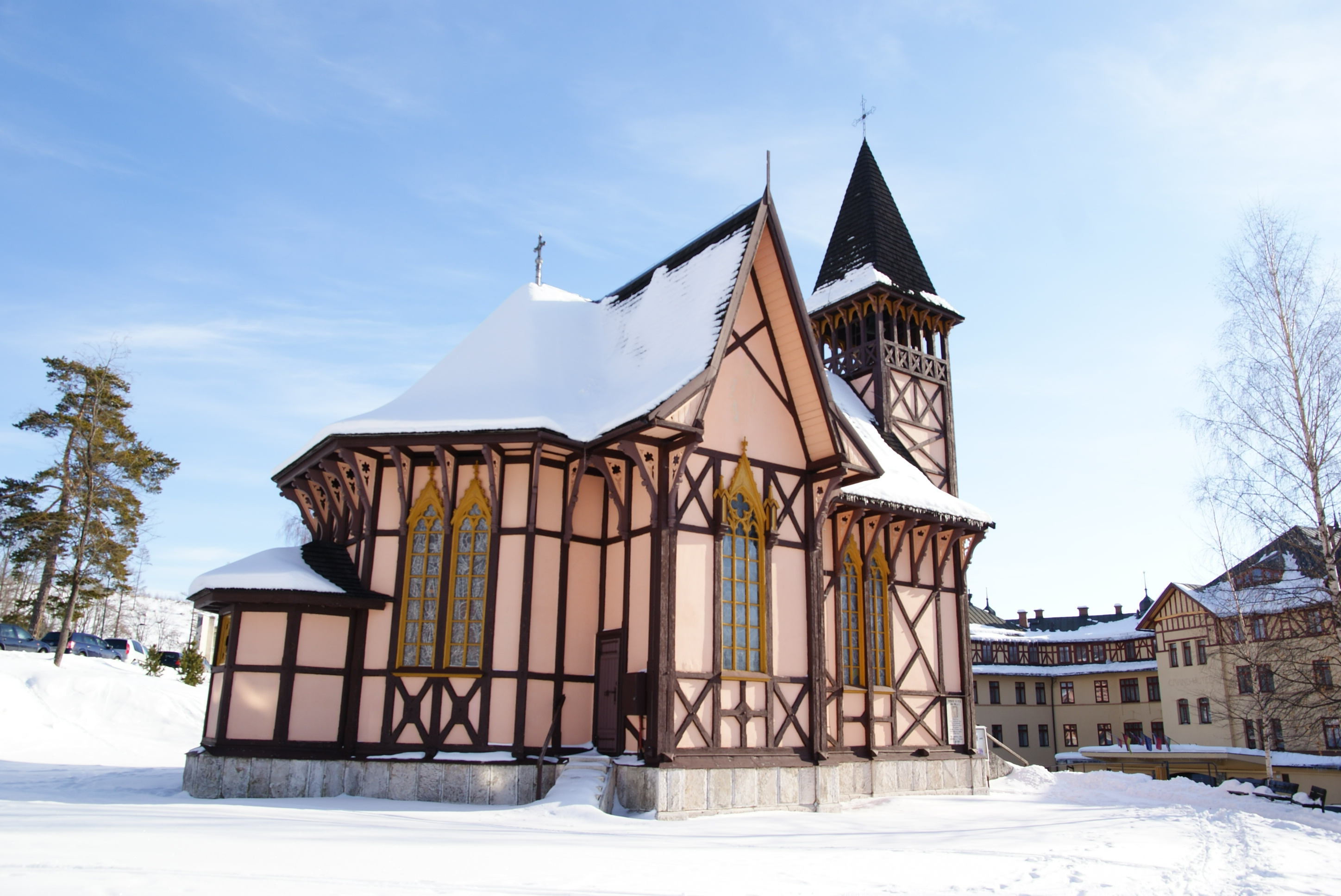
Kirche in Starý Smokovec

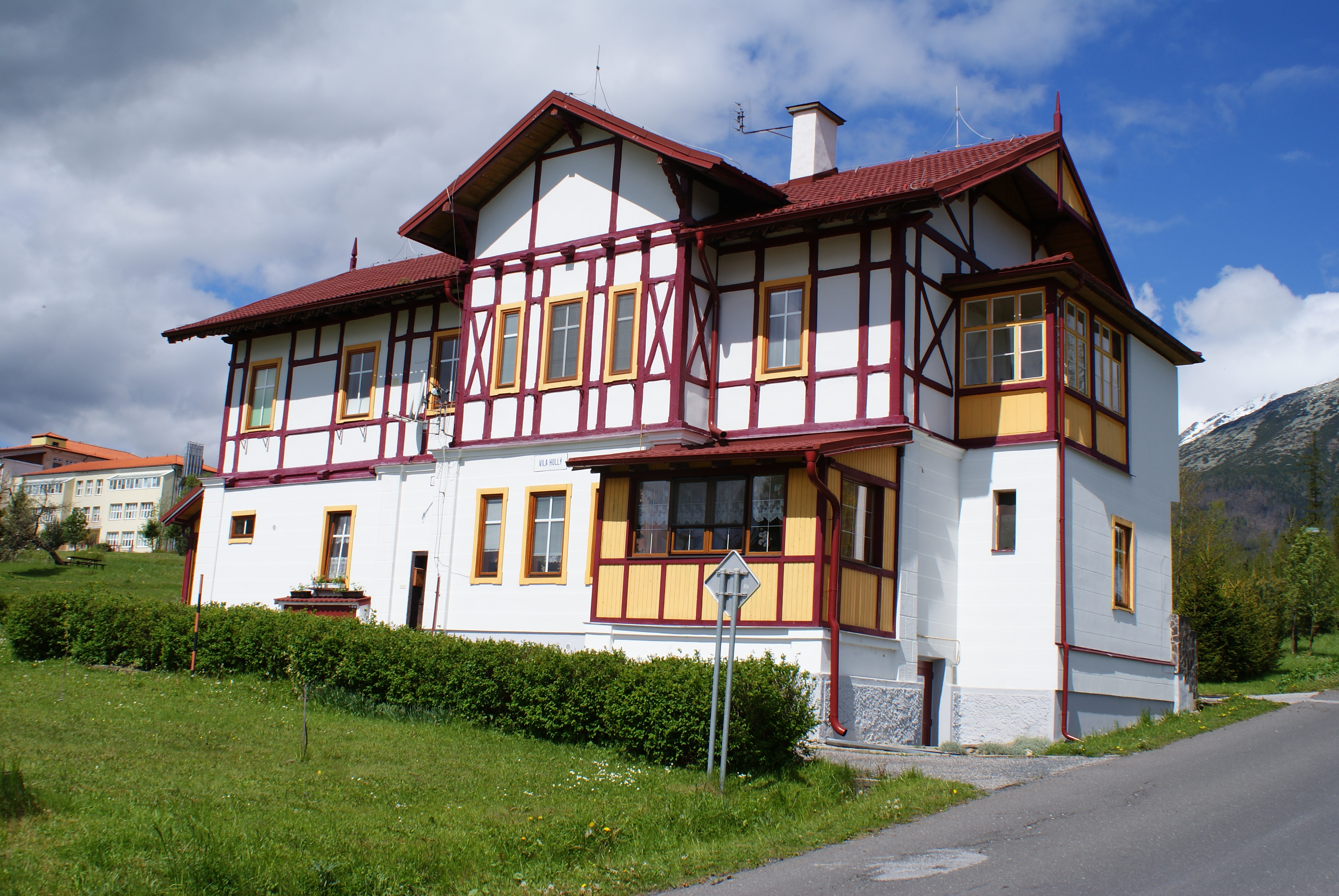
Villa Hollý, ehemals Turteltaube, in Dolný Smokovec

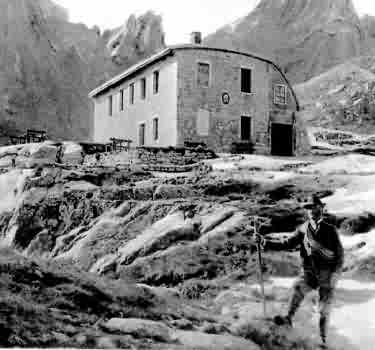
Die Téry-Schutzhütte kurz nach der Eröffnung

Gedeon Majunke war viertes von sieben Kindern aus der Ehe von Anton Majunke (1817–1867) und Johanna Knizner (1820–1902). Die Familie Majunke hatte ihre Wurzeln in Italien, Gedeons Vater Anton war römisch-katholischen Glaubens, seine Mutter Johanna gehörte hingegen der evangelischen Augsburgischen Konfession an. Als Junge besuchte eine Volksschule in Georgenberg und von 1866 bis 1873 ein Gymnasium in Kaschau. Nach dem Abschluss studierte er in Wien, zuerst an der Technischen Hochschule, dann an der Akademie der bildenden Künste. Dort war er Schüler des bekannten österreichischen Architekten Theophil von Hansen, außerdem nahm er an den Lehrveranstaltungen von Friedrich von Schmidt teil. Er schloss 1881 das Studium an der Akademie erfolgreich ab, nachdem ihm 1880 ein kaiserlicher Hofpreis erster Klasse für seinen Entwurf für eine „Akademie der Wissenschaften“ verliehen worden war. Ein Angebot, in Wien zu bleiben, lehnte er ab und kehrte stattdessen als Architekt in sein Heimatort Georgenberg zurück.
Nach der Rückkehr arbeitete er zuerst für den Grafen Emanuel Andrássy in der Herrschaft Betliar (deutsch Betler) im Komitat Gemer und Kleinhont, wurde aber bald von der Kesmarker Bank AG berufen, um Gebäude im gerade entstehenden Ort Dolný Smokovec (deutsch Unterschmecks) zu entwerfen. Für seine Fachwerkbauten ließ er sich durch traditionelle schweizerische Volksbauten inspirieren. In der Folgezeit entstand im damals ungarischen, heute slowakischen Teil der Hohen Tatra eine Vielzahl von Bauten nach seinen Plänen, die bis heute das Ortsbild maßgeblich prägen. Hierzu gehören Villen in Dolný Smokovec, Starý Smokovec (deutsch Altschmecks), Nový Smokovec (deutsch Neuschmecks), Tatranská Polianka (deutsch Weszterheim) und Tatranská Kotlina (deutsch Höhlenhain), die Hotels Tatra in Starý Smokovec und Lomnica in Tatranská Lomnica (deutsch Tatralomnitz), eine Villa der Erzherzogin Clotilde (heute Regierungsgebäude Kamzík) in Starý Smokovec, mehrere Kirchenbauten, darunter die Kirche der Hl. Anna in Tatranská Javorina (deutsch Uhrngarten), Erlöserkirche in Dolný Smokovec sowie die Kirche Unbeflecktes Empfängnis Mariä in Starý Smokovec. Weiter entwarf er Gebäude des Sanatoriums Europa in Nový Smokovec, für das Sanatorium von Michael Guhr in Tatranská Polianka, ein Jagdschloss des deutschen Fürsten Christian Kraft zu Hohenlohe-Öhringen in Vyšné Hágy (deutsch Hochhagi), die Téry-Schutzhütte (2015 m n.m.) im Tal Malá Studená dolina (deutsch Kleines Kohlbachtal) sowie viele von alten Bahnhofsgebäuden der Elektrischen Tatrabahn. Seine zwei Bauten in Štrbské Pleso (deutsch Tschirmer See), nämlich ein Lustschloss der Erzherzogin Clotilde und die Sommervilla Maria Theresia, existieren hingegen heute nicht mehr.
Aber auch außerhalb der Hohen Tatra war Gedeon Majunke aktiv: so stammen mehrere Kurgebäude des Thurzobads bei Gelnica (deutsch Göllnitz) von ihn, weiter war er am Wiederaufbau der Stadt Rožňava (deutsch Rosenau) nach einem Brand im Jahr 1890 beteiligt, entwarf die Kurgebäude in Baldovce (deutsch Eckersdorf) und in Kvetnica (deutsch Blumental) sowie das neue Krankenhausgebäude in seinem Heimatort.
1884 schloss Gedeon eine Ehe mit Alica Hergesell und hatte vier Kinder mit ihr. Er war Mitglied des Ungarischen Karpathenvereins (UKV) und Vorsitzender dessen Baukommission, Ehrenmitglied des 1891 gegründeten Ungarischen Touristenvereins (ungarisch Magyar Turista Egyesület, MTE), Senator und Stadtrat von Georgenberg sowie Virilist des Komitats Zips. Des Weiteren engagierte er sich für die Entwicklung des Sports, war Gründungspräsident des Eislaufverbandes und förderte später das Rodeln.
Gedeon Majunke starb am 10. April 1921 im nunmehr tschechoslowakischen Spišská Sobota und ist am dortigen Friedhof bestattet.

## Würdigung
Zu Ehren von Majunke wurde in der Hohen Tatra die 2353 m n.m. hohe Bergspitze Priečna veža unweit der Téry-Schutzhütte in Majunketurm (deutsch) bzw. Majunke-torony (ungarisch) umbenannt, im slowakischen und polnischen trägt sie aber weiterhin die traditionellen Namen Priečna veža bzw. Spąga.